# Henk Bos
Henk Bos (Stadskanaal, 12 novembre 1992) è un ex calciatore olandese, di ruolo centrocampista.

## Carriera
Ha fatto il suo esordio in prima squadra nella stagione 2011-2012, nella quale ha giocato 4 partite nella massima serie olandese.
L'anno seguente ha giocato altre 11 partite in Eredivisie, sempre con il Groningen.